# Liste des députés du Sénégal élus en 2012
Voici la liste alphabétique des 150 députés sénégalais élus à l'Assemblée nationale lors des élections législatives sénégalaises de 2012.

## Liste des députés

### Au scrutin majoritaire départemental
- Moustapha Diakhate, Benno Bok Yaakaar
- Penda Seck Dieng, Benno Bok Yaakaar
- Doudou Issa Niasse, Benno Bok Yaakaar
- Ndéye Fatou Diouf, Benno Bok Yaakaar
- Papa Diallo dit Zator Mbaye, Benno Bok Yaakaar
- Ndeye Maguette Dieye, Benno Bok Yaakaar
- Alioune Badara Diouf, Benno Bok Yaakaar
- Awa Sow, Benno Bok Yaakaar
- Seydina Fall, Benno Bok Yaakaar
- Ibrahima Lo, Benno Bok Yaakaar
- Awa Niang, Benno Bok Yaakaar
- Idrissa Diallo, Benno Bok Yaakaar
- Aïssatou Sabara, Benno Bok Yaakaar
- Samba C. Diaman Bathily, Benno Bok Yaakaar
- Salimata Korera, Benno Bok Yaakaar
- Souleymane Ndoye, Benno Bok Yaakaar
- Ouleye Diaou, Benno Bok Yaakaar
- Papa Abdou Khadir Mbodji, Benno Bok Yaakaar
- Madjiguene Fall, Benno Bok Yaakaar
- Maguette Tall, Benno Bok Yaakaar
- Cheikh Seck, Benno Bok Yaakaar
- El Hadji Falilou Mbacké, Benno Bok Yaakaar
- Mame Khary Mbacké, Benno Bok Yaakaar
- Omar DIAKHATE, Benno Bok Yaakaar
- Amy Cheikh Diop, Benno Bok Yaakaar
- Abdoulahat Seck, Benno Bok Yaakaar
- Aïssatou Diouf, Benno Bok Yaakaar
- Papa Biram Touré, Benno Bok Yaakaar
- Babacar Diame, Benno Bok Yaakaar
- Adama Sylla, Benno Bok Yaakaar
- Cheikh Diop Dionne, Benno Bok Yaakaar
- Fallou Fall, Benno Bok Yaakaar
- Elhadji Mangane, Benno Bok Yaakaar
- Nafi Ndiogou, Benno Bok Yaakaar
- Cheikh Ndiaye, Benno Bok Yaakaar
- Mamadou Moustapha Ndiaye, Benno Bok Yaakaar
- Mouhamed Khouraichi Niass, Benno Bok Yaakaar
- Thiane Sakho, Benno Bok Yaakaar
- Aliou Kebe, Benno Bok Yaakaar
- Khoredia Sane, Benno Bok Yaakaar
- Elhadji Mamdou Sall, Benno Bok Yaakaar
- Sadio Dansokho, Benno Bok Yaakaar
- Alpha Balde, Benno Bok Yaakaar
- Aiyatou Taibou Balde, Benno Bok Yaakaar
- Inthy Boiro, Benno Bok Yaakaar
- Amadou Tidiane Talla, Benno Bok Yaakaar
- Mariama Diallo, Benno Bok Yaakaar
- Sangone Sall, Benno Bok Yaakaar
- Seynabou Dieng, Benno Bok Yaakaar
- Adama Sow, Benno Bok Yaakaar
- Mingue Lam, Benno Bok Yaakaar
- Mbery Sylla, Benno Bok Yaakaar
- Anta Sarr, Benno Bok Yaakaar
- Mamadou Sadio Diallo, Benno Bok Yaakaar
- Mairame Kane, Benno Bok Yaakaar
- Seydou Diallo, Benno Bok Yaakaar
- Coumba Hamidou Deme, Benno Bok Yaakaar
- Aliou Dembo Sow, Benno Bok Yaakaar
- Amadou Mame Diop, Benno Bok Yaakaar
- Aminata Mbaye, Benno Bok Yaakaar
- Moussa Abdoul Thiam, Benno Bok Yaakaar
- Aïssata Tall, Benno Bok Yaakaar
- Aminata Gueye, Benno Bok Yaakaar
- Ahmadou Dia, Benno Bok Yaakaar
- Elhadji Amath Cisse, Benno Bok Yaakaar
- Mariama Mane, Benno Bok Yaakaar
- Bakary Danfa, Benno Bok Yaakaar
- Boubacar Villiemmbo Biaye, Benno Bok Yaakaar
- Khady Mane, Benno Bok Yaakaar
- Ibrahima Baba Sall, Benno Bok Yaakaar
- Bintou Diakho, Benno Bok Yaakaar
- Djimo Souaré, Benno Bok Yaakaar
- Oumar Sy, Benno Bok Yaakaar
- Ndiole Diouf, Benno Bok Yaakaar
- Mame Balla Lo, Benno Bok Yaakaar
- Diya Kante, Benno Bok Yaakaar
- Ousmane Tanor Dieng, Benno Bok Yaakaar
- Sira Ndiaye Diouf, Benno Bok Yaakaar
- Garmy Fall, Benno Bok Yaakaar
- Mamadou Faye, Benno Bok Yaakaar
- Cheikh Tidiane Diouf, Benno Bok Yaakaar
- Aïssatou Bambado Sall, Benno Bok Yaakaar
- Ibrahima Sane, Benno Bok Yaakaar
- Oulimata Mane, Benno Bok Yaakaar
- Aime Assine, Benno Bok Yaakaar
- Mamadou Badji, Benno Bok Yaakaar
- Aramatoulaye Diatta, Benno Bok Yaakaar
- Mouhamad Dieng, Parti démocratique sénégalais
- Nafy Ngom, Parti démocratique sénégalais
- Mamadou Cissé, Parti démocratique sénégalais

### Au scrutin de liste nationale
- Moustapha Niasse, Benno Bok Yaakaar
- Awa Gueye, Benno Bok Yaakaar
- Moustapha Cissé Lô, Benno Bok Yaakaar
- Yetta Sow, Benno Bok Yaakaar
- Samba Koité, Benno Bok Yaakaar
- Aïssata Daouda Dia, Benno Bok Yaakaar
- Djibril War, Benno Bok Yaakaar
- Aïssatou Sow Diawara, Benno Bok Yaakaar
- Oumar Sarr, Benno Bok Yaakaar
- Thillo Sarr, Benno Bok Yaakaar
- Mouhamed Diedhiou, Benno Bok Yaakaar
- Khary Diaw, Benno Bok Yaakaar
- Mouhamadou Ngom, Benno Bok Yaakaar
- Mouhamadou Ngom, Benno Bok Yaakaar
- Katy Cisse, Benno Bok Yaakaar
- Barthelemy Toye Dias, Benno Bok Yaakaar
- Magatte Mbodj, Benno Bok Yaakaar
- Abdou Mbow, Benno Bok Yaakaar
- Mously Diakhate, Benno Bok Yaakaar
- Cheikh Tidiane Ndiaye, Benno Bok Yaakaar
- Aminata Diallo, Benno Bok Yaakaar
- Thierno Bocoum, Benno Bok Yaakaar
- Marie-Thérèse Aida Seck, Benno Bok Yaakaar
- Samba Dioulde Thiam, Benno Bok Yaakaar
- Yaye Ndao Diop, Benno Bok Yaakaar
- Daouda Dia, Benno Bok Yaakaar
- Ndeye Lucie Cissé, Benno Bok Yaakaar
- Samba Demba Ndiaye, Benno Bok Yaakaar
- Awa Diagne, Benno Bok Yaakaar
- Mar Diouf, Benno Bok Yaakaar
- Haoua Dia, Benno Bok Yaakaar
- Abdou Ndiaye, Benno Bok Yaakaar
- Ndeye Dieynaba Ndiaye, Benno Bok Yaakaar
- Cheikh Ahmadou Kara Mbacké, Parti de la Vérité pour le développement
- Sokhna Dieng, Parti de la Vérité pour le développement
- Pape Diop, Bokk Gis Gis
- Khadidiatou Diedhiou, Bokk Gis Gis
- Mamadou Seck, Bokk Gis Gis
- Seynabou Wade, Bokk Gis Gis
- Mamadou Diop de Croix, AJ/PADS
- Djibo Ka, URD
- Alassane Ndoye, Deggo Souxali Transport Ak Commerce
- Serigne Khadim Thioune, Mouvement patriotique du Sénégal / Faxas
- El Hadji Mansour Sy, Mouvement citoyen pour la refondation nationale (Bes du Naak)
- Elene Marie Ndione, Mouvement citoyen pour la refondation nationale (Bes du Naak)
- Cheikhou Oumar Sy, Mouvement citoyen pour la refondation nationale (Bes du Naak)
- Ndeye Awa Mboj, Mouvement citoyen pour la refondation nationale (Bes du Naak)
- Mamadou Lamine Diallo, Parti de l'émergence citoyenne (Tekki 2012)
- Oumar Sarr, Parti démocratique sénégalais
- Fatou Thiam, Parti démocratique sénégalais
- Souleymane Ndéné Ndiaye, Parti démocratique sénégalais
- Awa Diop, Parti démocratique sénégalais
- Ousmane Alioune Ngom, Parti démocratique sénégalais
- Aïssatou Mbodji, Parti démocratique sénégalais
- Mamadou Lamine Thiam, Parti démocratique sénégalais
- Woré Sarr, Parti démocratique sénégalais
- Modou Diagne, Parti démocratique sénégalais
- Mbaye Niang, MRDS
- Mame Mbayame Gueye Dione, MRDS
- Elhadji Moustapha Diouf, Leeral
- Demba Diop, Convergence patriotique pour la justice et l'équité

## Source
- « Décision du Conseil constitutionnel sur les résultats définitifs des élections législatives du 1er juillet 2012 », 12 juillet 2012.